# Portsoy

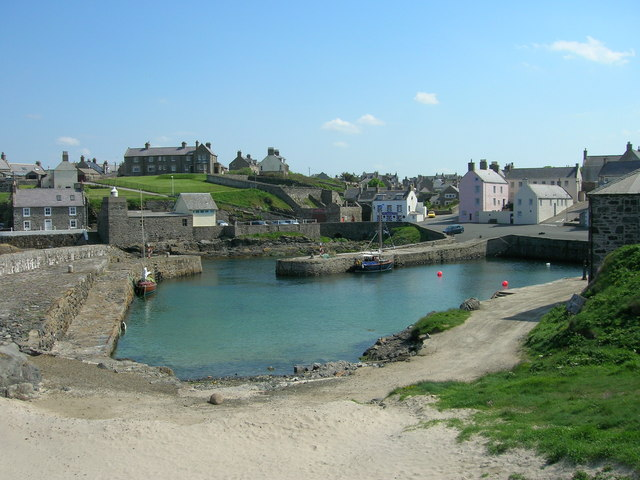
Veduta panoramica dell'antico porto di Portsoy

Portsoy (in gaelico scozzese: Port Saoidh) è un villaggio di pescatori della costa nord-orientale della Scozia, facente parte dell'area amministrativa del Aberdeenshire e che si affaccia sul Moray Firth  (mare del Nord). Anticamente un burgh, conta una popolazione di circa 1.700-1.800 abitanti.

## Geografia fisica

### Collocazione
Portsoy si trova nell'estremità nord-occidentale dell'Aberdeenshire, al confine con l'area amministrativa del Moray, a circa metà strada tra Cullen (Moray) e Banff (rispettivamente ad est della prima e ad ovest della seconda).

## Società

### Evoluzione demografica
Al censimento del 2011, Portsoy contava una popolazione pari a 1.752 abitanti.
La località ha conosciuto un lieve incremento demografico rispetto al 2001, quando contava 1.734 abitanti, ma un decremento demografico rispetto al 1991, quando il villaggio contava 1.822 abitanti.

## Storia
Nel XIV secolo, nelle alture intorno al villaggio fu costruito un castello dai signori di Boyne, il Boyne Castle, in seguito rimpiazzato da un palazzo nel 1570.
Nel 1550, con un documento firmato dalla regina di Scozia Maria, a Portsoy fu riconosciuto lo status di burgh.
Nel 1692, il porto originario, considerato uno dei più sicuri del nord-est, fu rimpiazzato da un nuovo porto in pietra per volere di Sir Patrick Ogilvie.
Nel corso del XIX secolo, Portsoy si sviluppò come porto per la pesca dell'aringa.
Nel 1825, fu costruito il nuovo porto, che doveva rispondere alla crescente domanda di traffico commerciale attorno alla località.
Nel 1828 (1839), il porto venne letteralmente spazzato via dal mare in tempesta e fu ricostruito nel 1884.

## Economia
La pesca, un tempo tra le principali risorse economiche di Portsoy, conobbe un declino nel corso del XX secolo.
Ora le attività commerciali di Portsoy sono molto varie: tra queste, vi è l'importazione di carbone.

## Monumenti e luoghi d'interesse
Principale attrattiva di Portsoy è l'antico porto, su cui si affacciano edifici in pietra risalenti al XVII e XVIII secolo.

## Feste ed eventi
- Scottish Traditional Boat Festival, in luglio[5],